# スペードの女王

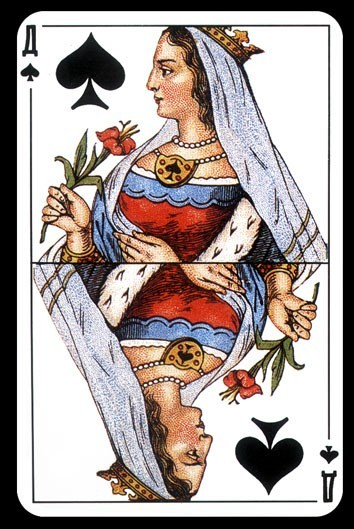
サテン金藤紙を使ったトランプにみるスペードの女王(アドルフ・ヨシフォヴィッチ・シャルレマン画 1850年)

『スペードの女王』（スペードのじょおう、ロシア語：Пиковая дама）は、ロシアの作家アレクサンドル・プーシキンの短編小説。1834年に雑誌「読書文庫」に発表され、すぐさま大変な人気を博した。『大尉の娘』とも比せられるプーシキンの代表的な散文作品であり、引き締まった文体とホフマンを思わせる幻想的な雰囲気に満ちた格調高い名作。また1830年前後の幻想と現実とが交差する都市ペテルブルクを舞台にした「ペテルブルクもの」に連なり、長編小説『未成年』に〔スペードの女王の主人公〕「ゲルマンは巨大な人物だ。異常な、まったくペテルブルグ的な典型だ―ペテルブルグ時代の典型だ」という言葉がでてくるが、ドストエフスキーもこの作品を激賞したことで有名である。
その平民出身の主人公ゲルマンは、大金を求めて人知の限りを尽くすが、愛と友情とを知らぬままナポレオンのごとき野望を持てあまし、二つの固着観念のせめぎあいのなかで（ヴィノグラードフ）ついには発狂して全てを失ってしまう。神西清はこの作品にプーシキン自身の内面とも通じ合う「悲劇」を見いだしている。
1890年には本作を元にチャイコフスキーが同名のオペラを作曲している。また1916年（監督ヤーコフ・プロタザノフ）、1948年（監督：ソロルド・ディキンソン）には映画化もされた。日本では神西清による訳で知られ、宝塚歌劇団でも2度の舞台化がされている。

## あらすじ
工兵士官であるゲルマンは、騎兵士官トムスキイの家で連夜開かれるカルタ勝負を熱心に見守りはするが、決して自分では金を賭けようとはしない。しかしトムスキイに言わせれば、ゲルマンよりも自分の祖母アンナ・フェドトブナ伯爵夫人が賭けをしないことのほうが奇妙なのだという。なんでも伯爵夫人はかつてカルタで散々に負けたのだが、ある人から必勝の手を教わり、失ったはずの大金を取り戻したことがあるのだ。さらに同じように大負けした青年を哀れに思い、その策を授けて勝たせてやったというのである。それを聞いたゲルマンは心を躍らせたが、同時に自分にとっての必勝の手は節度なのだと思い直す。
しかし思索にふけりながら歩き、ふと顔を上げた先は伯爵夫人の屋敷だった。ゲルマンは覚悟を決める。伯爵夫人にいいように使われるみじめな娘リザヴェータをかどわかし、逢い引きの風を装って館に忍び込み、伯爵夫人の寝室に滑り落ちた。ゲルマンは勝つための手を自分にも教えろと迫るが、しかし伯爵夫人は「あれは笑談だった」と言ったぎり無言のままであった。ついにゲルマンは懐から拳銃をとりだして突きつける、と伯爵夫人は恐怖に戦き、そのままこと切れた。
リザヴェータの手引で館を脱出し、その後の伯爵夫人の葬式にも顔を出したゲルマンはある夜にたまさか目を覚ました。誰かが訪ねてきたと気をやる彼の枕元に、あの伯爵夫人が姿を現した。驚くゲルマンに、老女は「三トロイカ」「七セミョルカ」「一トウズ」の順でカルタを張れば勝てると告げたのだった。必勝の策を得たゲルマンは、カルタで大金持ちとなったチェカリンスキイのテーブルについた。「三」に有るだけの金を賭け、ゲルマンは見事に勝ちをおさめた。次の日は「七」に有るだけの金を賭け、やはり鮮やかに勝った。三度目の勝負の日には、噂を聞きつけてたくさんの観衆が集まっていた。
ゲルマンは精神に変調をきたし、ほどなく精神病院に入れられた。何を聞かれても早口で「三トロイカ」「七セミョルカ」「一トウズ」、「三トロイカ」「七セミョルカ」「女王ダーマ」と呟くだけになったのだという。

## 解題

### 執筆と反響

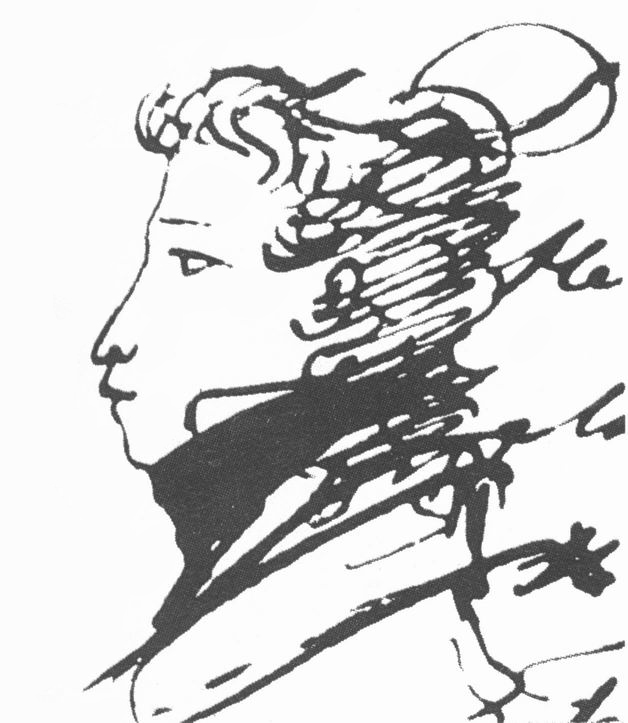
アレクサンドル・プーシキン（自画像)

『スペードの女王』の萌芽は、1819年に創作ノートに書き留められた『ナージニカ』に求められる。その後1828年にゴリツィン公爵から「3枚のトランプ」の話を聞いたプーシキンは、構想段階であった『ナージニカ』とこのアネクドートをもとにした作品を肉付けしていった。そして1833年8月、プーシキンは『プガチョフ叛乱史』を執筆するために、この暴動が起こった土地であるオレンブルクなどをまわって資料を集め、その帰路でボロジノの村に逗留した。しかしコレラが発生したために滞在の予定が伸びて、2ヶ月近く留まることになって時間が生まれる。この時期に『プガチョフ叛乱史』や、やはり傑作である『青銅の騎士』などとともに『スペードの女王』が書かれたのである。そして「読書文庫」紙上で発表され、後に選集にもおさめられたが、原稿は散逸してしまった。発表後すぐに人気を集め、プーシキンが手紙でそれを自賛するほどであった。当時こそ文学として真に評価されていたとはいいがたいが、すぐにベリンスキーやドストエフスキー、フランスではメリメやジイドといった人々に絶賛を受け、現在ではプーシキンの、つまりロシア文学における最高傑作の1つに数えられるようになった。

### 登場人物
ゲルマン

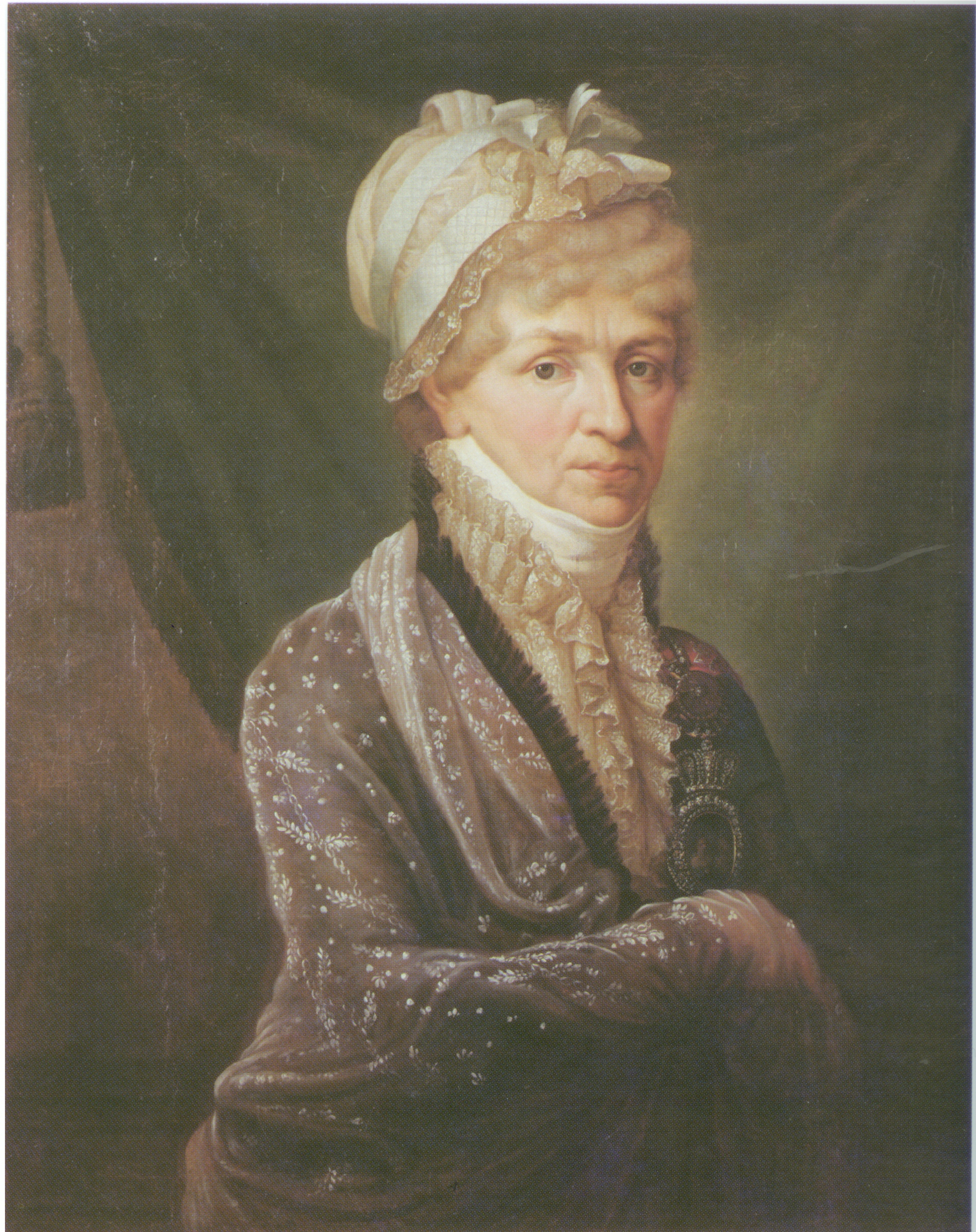
伯爵夫人のモデルとされるナターリヤ・ゴリツィナ公爵夫人。賭博を好み、晩年は視力が衰えた彼女のため大きな書体のトランプが用意されていたという。またトランプで負債を負った孫に勝ち札を教えて負けを取り戻させたエピソードも実際に伝わっている。美しい顔立ちからはほど遠く、むしろたいへんな醜婦だったともいわれる

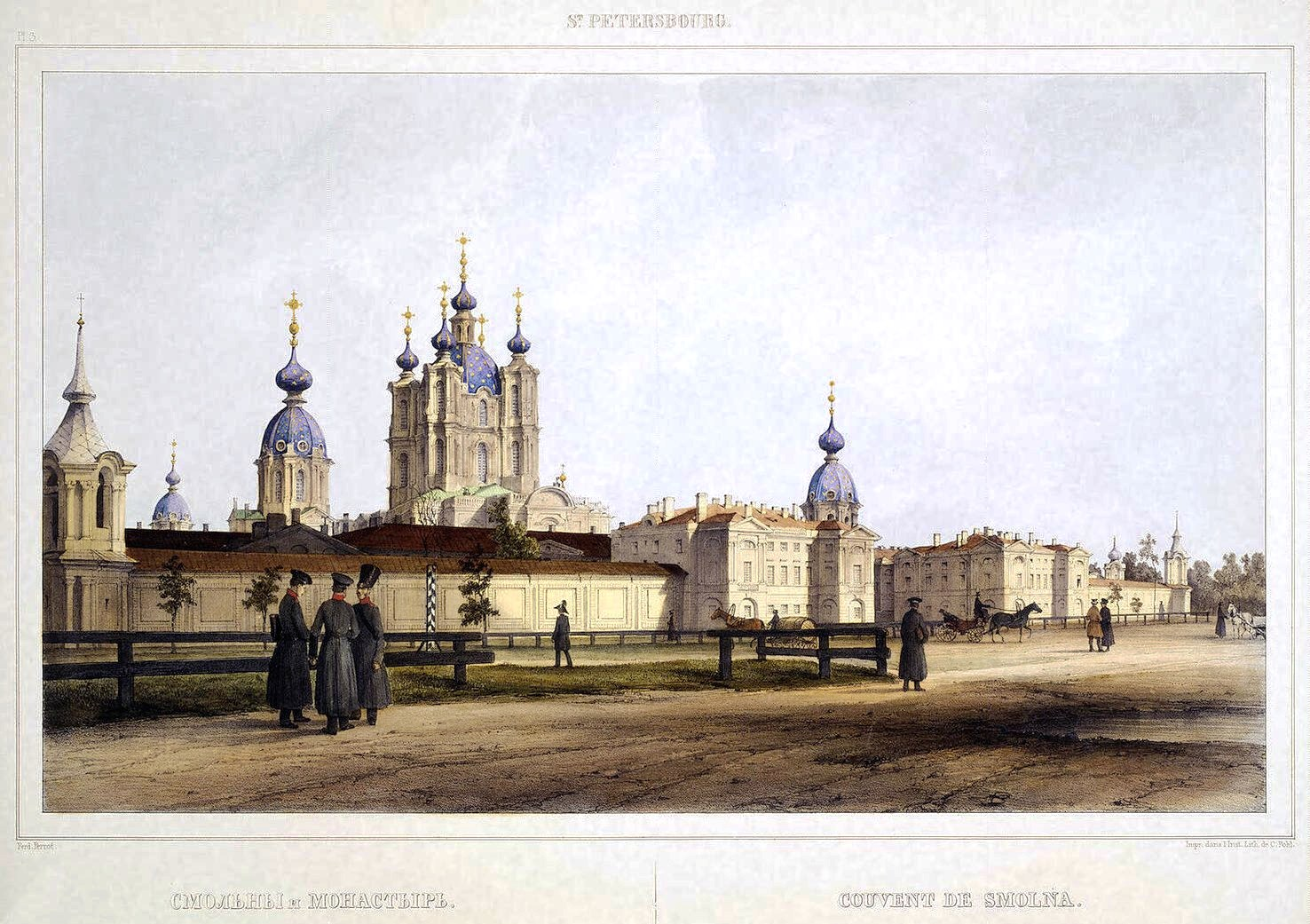
1840年ごろのペテルブルク、スモーリヌイ修道院。ゴーゴリ、ドストエフスキー、ベールイなどの何人もの作家によってペテルブルクは幻想と現実の折り重なった都市として描かれ、無数の「ペテルブルクもの」を生み出してきた。

帰化したドイツ人を父に持つ平民出の青年で、計算高さだけでなく立身への野心もそなえている。モデルと考えられているのは、南方結社を組織しデカブリストの乱を率いたパーヴェル・ペステリである。ゲルマン同様にこのペステリも帰化ドイツ人の子で、やはりナポレオンに似ていたと伝わっている。また『スペードの女王』を書いていた頃の日記には、ある公爵とペステリの話をしたことを記してもいる。ペステリと交際のあったプーシキンは、敗れ去ったデカブリストたちへの「痛恨」を詩的形象としてゲルマンにことよせたのである。ゲルマンと比較される主人公を描く他作品としてドストエフスキー『罪と罰』（ラスコーリニコフ）、スタンダール『赤と黒』（ジュリヤン・ソレル）、バルザック『あら皮』（ラファエル）などの名が挙がる。
アンナ・フェドトブナ伯爵夫人
かつては美貌を誇ったが、いまでは醜く老い、うら若いリザヴェータを「殉教者のように」こき使っている。モデルとしてきわめて有力なのは、プーシキンが手紙で触れるN・P公爵夫人ことナターリヤ・ペトロヴナ・ゴリツィナ公爵夫人である。これはモスクワ特別市長ドミートリー・ゴリツィン公爵の妻であり、エカチェリーナ2世にも仕えたことのある女官である。プーシキンは実際に面識があったわけではなかったが、公爵夫人はマダム・ムスタッシュとも呼ばれ、『スペードの女王』の老伯爵夫人のようにかつてはパリの花形だった。そうしたゴリツィナ夫人の噂話を取り込む形で、フェドトブナ伯爵夫人という人物をつくりあげたと考えられている。一方で人となりや容貌などで矛盾する点もあり、伯爵夫人のモデルは実はエカテリーナ・アプラクシナという女性であったか、もしくはディテールに使用されていたとする説もある。
トムスキイやリザヴェータのモデルを求める試みは成功をみていない。またプーシキンその人も賭博好きでありたばたび賭博を作中に登場させているが、ゲルマンのそれは単なる気晴らしではなく、「安楽と独立」をもたらす希望であった点は重要な対比である。ゲルマンにカルタで勝つチェカリンスキイのプロトタイプにはアゴーニ＝ドガノフスキーという人物がいる。プーシキンはよくこの人物の家で賭博をし、カルタで数万ルーブリの借金まで負っている。

### 三、七、一
この作品におけるひと揃いの数字三、七、一はたいへん重要なモチーフであり、賭博の場面だけでなく小説全体を貫いている。つまりトランプの数字としてだけはなく、登場人物の思考や時間、金銭、さらには数字に由来する動詞や音韻、図像として読み込まれてきた。ネイサン・ローゼンは三、七、一という数字が持つ魔術的な意味に注目し、それらがこの小説における超自然的な力を生み出す源泉だとしている。またこの数字の組み合わせの触発源として、グリンカの1828年の詩『トビアの結婚披露宴(Брачный пир Товия)』やカール・ホインの小説『オランダのユダ(Der holländische Jude)』、賭けトランプの『ファロ』などが考えられる。

### 英雄ナポレオン
「横から見ればナポレオン」とトムスキイに評される『スペードの女王』の主人公ゲルマンにはその通り「ナポレオン主義」が見いだされてきた。金と名誉とを求める平民出のゲルマンは、伯爵夫人の殺害や無垢なリザヴェータをただ利用することを躊躇しない。容貌だけでなく、この野心と「メフィストフェレス」じみた悪魔性においてゲルマンはナポレオンのイメージが重ねられているといってよい。しかし彼はこのナポレオン主義によって破滅し、死の手前で「不条理な生」を生きなければならなくなるのである。

### 謎めいた終局

もう一枚は年若な鉤鼻の美女で、打ち粉した髪を額ぎわ深く撫で上げ、薔薇の花を挿している。

『スペードの女王』において真に謎めいているのは、亡霊が現れて予言をすることではなく、その予言を聞いたはずのゲルマンが『一』の代わりに『女王』を張ったことである。この不思議な現象を説明するためにいくつもの論文が書かれており、ゲルマンの負けを「純粋な偶然」や「見間違い」とする見方も存在してきた。ダヴィドフは、伯爵夫人とスペードの女王の間の図像的な連関や、ジェンダーの混乱、伯爵夫人の夫（つまり『一』）への優位などを指摘し、こういった見方にも論拠があるとしている。ヴィノグラードフによる終局の解釈は有名であり、これは『女王』の出現を、ゲルマンの内面に抑圧された殺人への罪の意識の物象化とみなすものである。いずれにせよ多くの研究者はこの謎めいたクライマックスを超自然的な力と現実的な力の融合によって説明しようとしている。

## オペラ

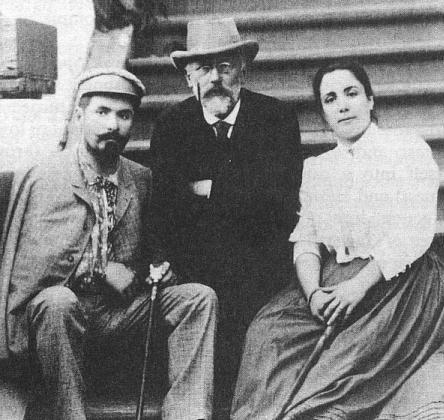
チャイコフスキーと1890年の初演でそれぞれゲルマンとリーザ役で歌ったニコライ・フィグネルとメデア・フィグネル

この小説への評価と同様、オペラ化も最初に行ったのはロシア人でなくフランス人だった。1850年のパリで、ウジェーヌ・スクリーブの台本、ジャック・アレヴィの作曲による3幕物がオペラ＝コミック座で上演されたが、これは失敗したといわれている。しかし1890年にチャイコフスキー作曲（モデスト・チャイコフスキー作詞）の3幕のオペラがペテルブルクで初演され、大成功をおさめる。そもそもチャイコフスキーはオペラ化に対して積極的でなく、『スペードの女王』は「ぼくの心を動かさない」とまで手紙に書いていた。だが1889年に、帝室劇場の支配人であるイワン・フセヴォロシュスキイに依頼されて、翌年1月にはフィレンツェで作曲にとりくんだ。熱がこもっていたのは明らかで、わずか44日ほどで完成をみている。その後もマーラーの指揮による1902年、ウィーンでの上演を皮切りに、ミラノ、ベルリンなどでも好評を博した。ストーリーは原作と大きく異なり、結末においては最後の札で『女王』を出して負けたゲルマンの前に伯爵夫人が亡霊となって現れ、ゲルマンは自らの運命をさとり死を選ぶ、といった内容だった。大きな相違点はそれだけでなく、オペラの『スペードの女王』は「ペテルブルクもの」ではあっても、ゴーゴリやドストエフスキーの作品がそうであるように暗鬱な「楽屋裏の」街ではなく、女帝エカテリーナの時代の輝かしいペテルブルクなのである。そこには同時代のロシアに絶望していたチャイコフスキーとプーシキンの確かな人間賛歌が響き合っている。

## 日本語訳
- アレクサンドル・プーシキン、神西清訳 (1967). スペードの女王・ベールキン物語. 岩波文庫. ISBN 4003260422
- アレクサンドル・プーシキン他、渡辺節子訳 (1986). 悪魔のトランプ占い. (ポプラ社文庫―怪奇・推理シリーズ). ポプラ社. ISBN 4591022994
- アレクサンドル・プーシキン、岡本綺堂訳 (1987). スペードの女王. 世界怪談名作集 03. 河出書房新社. ISBN 4003260422-（青空文庫）
- アレクサンドル・プーシキン、望月哲男訳 (2015). スペードのクイーン / ベールキン物語. 光文社古典新訳文庫. ISBN 9784334753054